# (42593) Antoniazzi
(42593) Antoniazzi ist ein Asteroid des Hauptgürtels, der am 1. Mai 1997 von Astronomen des Osservatorio San Vittore in Bologna entdeckt wurde.
Der Asteroid wurde nach dem italienischen Astronomen Antonio Maria Antoniazzi benannt, wobei dessen Rolle als Direktor der Sternwarte Padua und seine Studien zu (433) Eros hervorgehoben wurden.